# Tapageuse (1917)
Tapageuse – francuskie awizo (kanonierka do zwalczania okrętów podwodnych) z okresu I wojny światowej i dwudziestolecia międzywojennego, jeden z 23 zbudowanych okrętów typu Ardent. Jednostka została zwodowana w 1917 roku w stoczni Chantiers et Ateliers de Provence w Port-de-Bouc i w tym samym roku wcielono ją do służby w Marine nationale. W listopadzie 1942 roku „Tapageuse” znalazł się w składzie marynarki Wolnych Francuzów. Okręt został złomowany w 1944 roku.

## Projekt i budowa
Awiza typu Ardent (klasyfikowane też jako kanonierki do zwalczania okrętów podwodnych) zostały zamówione na podstawie wojennego programu rozbudowy floty francuskiej z 1916 i 1917 roku. Okręty były w zasadzie identyczne z awizami typu Friponne, różniąc się głównie rodzajem siłowni: jednostki typu Ardent wyposażono w maszyny parowe (w wielu przypadkach zdemontowanych z wycofanych ze służby torpedowców), a na kanonierkach typu Friponne zastosowano silniki wysokoprężne. Wszystkie miały kliprowe dzioby, różniąc się kształtem nadbudówek i wyposażeniem.
„Tapageuse” zbudowany został w stoczni Chantiers et Ateliers de Provence w Port-de-Bouc . Stępkę okrętu położono w 1916 roku, a zwodowany został w 1917 roku .

## Dane taktyczno-techniczne
Okręt był kanonierką przeznaczoną do zwalczania okrętów podwodnych (we Francji klasyfikowaną jako awizo 2. klasy) . Długość całkowita kadłuba wynosiła 60,2 metra, szerokość 7,2 metra i zanurzenie 2,9 metra. Wyporność normalna wynosiła 310 ton, a pełna 410 ton . Okręt napędzany był przez dwie pionowe maszyny parowe potrójnego rozprężania o mocy 1500–2200 KM, poruszające dwiema śrubami. Parę dostarczały dwa opalane węglem kotły systemu du Temple lub Normand . Maksymalna prędkość okrętu wynosiła od 14 do 17 węzłów. Okręt zabierał 85 ton paliwa, co pozwalało osiągnąć zasięg wynoszący 2000 Mm przy prędkości 10 węzłów .
Uzbrojenie kanonierki składało się z dwóch pojedynczych dział kalibru 100 mm M1897 L/45 i dwóch zrzutni bomb głębinowych .
Załoga okrętu liczyła 55 oficerów, podoficerów i marynarzy.

## Służba
„Tapageuse” został wcielony do służby w Marine nationale w 1917 roku . Kanonierka służyła podczas wojny w Zatoce Biskajskiej i na Morzu Śródziemnym, operując w latach 1917–1918 na Morzu Egejskim. Między 1918 a 1920 rokiem jednostkę przebudowano na trałowiec, dodając do wyposażenia trał mechaniczny . Funkcję tę okręt pełnił w okresie międzywojennym do ataku Niemiec na Francję. W listopadzie 1942 roku „Tapageuse” wszedł w skład marynarki Wolnych Francuzów . Okręt został złomowany w 1944 roku.